# The Amboys
Pour les articles homonymes, voir Amboy.
Cet article court présente un sujet plus développé dans : Perth Amboy et South Amboy.
Le terme The Amboys désigne souvent les deux villes de Perth Amboy et South Amboy dans le New Jersey aux États-Unis.